# مبارز خیابانی
مبارزان خیابانی (به انگلیسی: Street Fighter) یک بازی ویدئویی آرکید منتشر شده توسط شرکت کپ‌کام است. این بازی در تاریخ اوت ۱۹۸۷ عرضه شده و سازنده آن کپکام است.